# Исхоэл, Элиас
Элиас Исхоэл (норв. Elias Ishoel; 1 мая 1998, Оппдал, Норвегия) — норвежский гонщик на снегоходах, чемпион мира 2025 года, чемпион Швеции 2014 года, пятикратный чемпион США в классе Pro (2018-2023).

## Спортивная карьера
Исхоэл вырос в семье, которая увлекалась горным хайкингом и лыжами; летом он в числе прочего катался на квадроциклах и со временем увлёкся кроссом на снегоходах. В 2014 году Исхоэл выиграл Чемпиона Швеции по кроссу на снегоходах и получил возможность продолжить карьеру в США. Команда BRP пригласила его принять участие в самом престижном американском чемпионате Amsoil Championship Snocross, в котором он выступал до 2023 года, выиграв в том числе 5 титулов подряд в классе Pro.
Параллельно Исхоэл успешно выступал в Чемпионате мира и дважды становился призёром: бронзовым в 2017 году и серебряным в 2023-м. В 2025 году, восстановившись после травм, Исхоэл триумфально выиграл Чемпионат мира 2025 года, одержав 4 победы в гонках и пролидировав от первого до последнего этапа.

## Травмы
Дважды Исхоэл чуть не завершил карьеру из-за серьёзных травм. Первый раз он сломал ногу в июне 2022 года. 
В январе 2024 года Исхоэль попал в серьёзную аварию и получил ещё более серьёзные повреждения: перелом бедренной кости, локтя, рёбер, позвонков, а также коллапс лёгкого и разрыв печени. Тем не менее, он восстановился в конце года и снова вышел в лидеры чемпионата Amsoil Championship Snocross, после чего снова попал в аварию, сломал руку и вынужден был уступить титул.

## Результаты выступлений в Чемпионате мира по кроссу на снегоходах
| Год  | Снегоход   | 1      | 2       | 3      | 4      | 5      | 6      | Место | Очки |
| ---- | ---------- | ------ | ------- | ------ | ------ | ------ | ------ | ----- | ---- |
| 2016 | Ski-Doo    | FIN    | NOR 3   |        |        |        |        | 10    | 20   |
| 2017 | Ski-Doo    | SWE1 3 | SWE2 5  |        |        |        |        | 3     | 36   |
| 2018 | Arctic Cat | FIN1 3 | FIN2 20 |        |        |        |        | 21    | 11   |
| 2021 | Ski-Doo    | FIN1 1 | FIN2 15 |        |        |        |        | 5     | 31   |
| 2023 | Ski-Doo    | NOR1 1 | NOR2 2  |        |        |        |        | 2     | 47   |
| 2025 | Ski-Doo    | FIN1 1 | FIN2 1  | TUR1 1 | TUR2 2 | SWE1 1 | SWE2 4 | 1     | 168  |